# Трещутки
Трещутки (Трещоткі, пол. Treszczotki) — село в Польщі, у гміні Більськ-Підляський Більського повіту Підляського воєводства. Населення — 54 особи (2011).

## Історія
Вперше згадується 1576 року. У 1975—1998 роках село належало до Білостоцького воєводства.

## Демографія
Демографічна структура станом на 31 березня 2011 року:
|          | Загалом | Допрацездатний вік | Працездатний вік | Постпрацездатний вік |
| -------- | ------- | ------------------ | ---------------- | -------------------- |
| Чоловіки | 26      | 3                  | 10               | 13                   |
| Жінки    | 28      | 2                  | 7                | 19                   |
| Разом    | 54      | 5                  | 17               | 32                   |